# Пінцберг
Пінцберг (нім. Pinzberg) — громада в Німеччині, розташована в землі Баварія. Підпорядковується адміністративному округу Верхня Франконія. Входить до складу району Форхгайм. Складова частина об'єднання громад Госберг.
Площа — 13,33 км2. Населення становить 1973 ос. (станом на 31 грудня 2020).